# Jordan Houlden
Jordan Christopher Houlden (25 de julio de 1998) es un deportista británico que compite en saltos de trampolín. Ganó dos medallas en el Campeonato Europeo de Natación, en los años 2019 y 2022.

## Palmarés internacional
| Campeonato Europeo | Campeonato Europeo | Campeonato Europeo | Campeonato Europeo   |
| Año                | Lugar              | Medalla            | Prueba               |
| ------------------ | ------------------ | ------------------ | -------------------- |
| 2019               | Kiev (Ucrania)     | Medalla de bronce  | Trampolín 3 m sincro |
| 2022               | Roma (Italia)      | Medalla de plata   | Trampolín 3 m        |